# Divisionnisme
Chromo-luminarisme

L'étoile des couleurs, de Charles Blanc, qui a influencé la théorie divisionniste.

Le divisionnisme, aussi appelé chromo-luminarisme, est un mouvement pictural de la fin du XIXe siècle qui préconise l'application de petites taches de couleur pure juxtaposées. En obligeant l’œil et le cerveau du spectateur à combiner optiquement les couleurs, les divisionnistes croyaient atteindre le maximum de pureté et de luminosité possible.
La doctrine divisionniste associe la pratique néo-impressionniste du pointillisme à des lectures scientifiques, notamment de Michel-Eugène Chevreul et d'Ogden Rood, interprétées librement.

## Les fondateurs et théoriciens
Georges Seurat a développé pour la première fois ce style aux environs de 1884, en se basant sur une lecture artistique des théories scientifiques de Michel-Eugène Chevreul et de ses travaux sur le contraste simultané des couleurs, d'Ogden Rood et de Charles Blanc et son « étoile des couleurs ». Paul Signac, qui a écrit D'Eugène Delacroix au néo-impressionnisme, fut le principal théoricien du divisionnisme. Il fait remonter la technique à celle du flochetage que pratiquait Delacroix.

## Le pointillisme
Le divisionnisme est une variante plus technique d'un autre style, le pointillisme, qui se définit spécifiquement par l'utilisation de points de peinture et ne se concentrant pas forcément sur la séparation des couleurs. Une différence entre les deux techniques est que les coups de pinceau des divisionnistes sont plus longs et plus fluctuants que ceux des pointillistes, comme Seurat ou Signac, qui projettent des petits points de couleur sur leur toile. L'essentiel, pourtant, se trouve dans la volonté, affichée, de fonder la peinture sur un système.

## Exemple concret
Alors qu'auparavant les mélanges de couleur s'opéraient sur la palette du peintre, les divisionnistes juxtaposent deux couleurs pures directement sur la toile. Ainsi une petite tache bleue posée à côté d'une petite tache jaune devraient, selon leur théorie, donner l'impression du vert. Il n'en est rien, ni selon les sources dont ils s'inspirent, ni selon les études psychophysiques menées depuis le milieu du XIXe siècle. Si les divisions sont imperceptibles, on voit un gris qui peut tirer vers le jaune ou le bleu ou, dans une moindre mesure, vers le vert ou vers le rouge ; et si les divisions sont perceptibles, la loi du contraste simultané des couleurs renforce leur différence. L'effet produit par le divisionnisme est fortement dépendant de l'explication fournie par l'artiste, et son charme réside largement dans la différence de perception qui se produit lorsqu'on s'approche ou qu'on s'éloigne du tableau, qui produit une « vibration particulière […] de cette texture ».

## Praticiens
- Charles Angrand
- Anna Boch
- Carlos-Reymond
- Henri-Edmond Cross
- Nadège Dauvergne
- Albert Dubois-Pillet
- Willy Finch
- Charles Henry
- David Pierre Giottino Humbert de Superville
- Georges Lemmen
- Maximilien Luce
- Serafino Macchiati
- Serge Mendjisky[réf. nécessaire]
- Jean Metzinger
- Plinio Nomellini
- Théo Van Rysselberghe
- Georges Seurat
- Paul Signac
- Jan Toorop
- Henry Van de Velde